# Coushattas

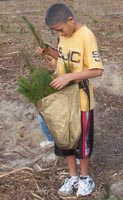
Garçon coushatta

Les Coushattas (ou encore Koasatis) sont un peuple amérindien qui vivait à l'origine dans l'État américain de la Louisiane, dans le Sud des États-Unis. Aujourd'hui, la plupart des descendants de ce peuple vivent dans la paroisse d'Allen, au nord d'Elton (Louisiane), même si un petit groupe d'entre eux sont installés dans une réserve située près de Livingston au Texas. Le musée de Leatherwood à Oakdale, est consacré au mode de vie traditionnel des Coushattas.
Le peuple coushatta était composé d'agriculteurs qui faisaient pousser du maïs et d'autres plantes, consommées en complément des produits de la chasse. Il a développé un artisanat de qualité, notamment la fabrication de paniers. Aux XVIIe et XVIIIe siècles, certains Coushattas se joignirent à la confédération des Creeks. Au XXe siècle, ils se mirent à cultiver du riz et à élever des écrevisses.
La langue koasati appartient à la famille des langues muskogéennes ; elle est toujours pratiquée, mais elle connaît un certain déclin.